# HELLO (from The Tiger's Apprentice)
「HELLO (from The Tiger's Apprentice)」（ハロー・フロム・ザ・タイガース・アプレンティス）は、新しい学校のリーダーズの楽曲。2024年2月9日に配信限定シングルとしてリリースされた。

## 概要
前作「Toryanse」より約2週間後のリリース。
「HELLO (from The Tiger's Apprentice)」は、英語、日本語、広東語、ドイツ語、スペイン語で歌われる「HELLO!」の掛け声が用いられた曲で、映画『The Tiger’s Apprentice』の劇中歌に起用されている。また同映画のサウンドトラックにも収録されている。